# KV Courtrai
Maillots
Actualités
Dernière mise à jour : 20 février 2025.
Le Koninklijke Voetbalclub Kortrijk est un club de football belge basé à Courtrai.
Le club évolue lors de la saison 2023-2024 en Jupiler Pro League, premier niveau du football belge. C'est sa 107e saison en séries nationales et sa 37e saison parmi l'élite en 2023.

## Histoire

### avant 1901
Un club dénommé SC Courtraisien participe à la plus haute division lors de la saison 1899-1900.
La saison suivante, il prend part à un tour final appelé "Division 2".

### SC Courtraisien (ensuite Courtrai Sports)
L'autre SC Courtraisien (constitué en 1901) a pris aussi part à cette compétition de 1903 à 1906. Il remporte à chaque fois le "Groupe Flandres" et se qualifie pour le tour final appelé "Division 1" . En 1905-1906, il termine second derrière la "Réserve" de l'Union St-Gilloise. Comme cette équipe ne peut monter (la « Première » joue en Division d'Honneur), le SC Courtraisien monte vers la plus haute division pour la saison 1906-1907.

### Retour de Glen De Boeck (2017-)
En novembre 2017, Glen De Boeck remplace Yanis Anastasiou à la tête de Courtrai. Pour sa première, l'ancien coach de Mouscron s'impose 3-2 contre Saint-Trond VV avant de s'incliner lourdement contre le RSC Anderlecht 4-0.

## Palmarès et statistiques

### Titres et trophées
| Compétitions officielles | Compétitions internationales |
| - Championnat de Belgique de deuxième division - Champion (1) - 2008. - Championnat de Belgique de troisième division - Champion (2) - 1927 et 1943. - Championnat de Belgique de quatième division - Champion (2) - 1969 et 1972. - Coupe de Belgique - Finaliste (1) - 2012. |                              |
| Compétitions régionales | Tournois saisonniers         |
| - Trophée Jules Pappaert - Vainqueur (1) - 1998 |                              |

### Bilan
Statistiques mises à jour le 03 décembre 2024 (terme de la saison 2023-2024)
| Niv | Divisions     | Jouées | Titres | TM Up | TM Down |
| --- | ------------- | ------ | ------ | ----- | ------- |
| I   | 1re nationale | 37     | 0      |       |         |
| II  | 2e nationale  | 44     | 1      | 4     | 1       |
| III | 3e nationale  | 23     | 2      | 3     |         |
| IV  | 4e nationale  | 3      | 2      |       |         |
| V   | 5e nationale  | 0      | 0      |       |         |
|     |               |        |        |       |         |
|     | TOTAUX        | 107    | 5      | 7     | 1       |

- TM Up : test-match pour départager des égalités, ou toutes formes de Barrages ou de Tour final pour une montée éventuelle.
- TM Down : test-match pour départager des égalités, ou toutes formes de Barrages ou de Tour final pour le maintien.

## Personnalités du club

### Entraîneurs
De la saison 1970-1971 à la saison 2017-2018, 35 entraîneurs connus se sont succédé à la tête du KV Courtrai.
| Rang | Nom                           | Période   |
| ---- | ----------------------------- | --------- |
| 1    | A. Van Maldeghem & L. Maddens | 1971-1973 |
| 2    | A. Van Maldeghem & W. Maes    | 1973-1975 |
| 3    | Georges Heylens               | 1975-1977 |
| 4    | Raymond Mertens               | 1977-1979 |
| 5    | Henk Houwaart                 | 1979-1983 |
| 6    | Wim Reyers                    | 1983-1984 |
| 7    | André Van Maldeghem           | 1984-1985 |
| 8    | Dimitri Davidović             | 1985-1986 |
| 9    | Aad Koudijzer                 | 1986-1987 |
| 10   | Han Grijzenhout               | 1987      |
| 11   | Eddy Kinsabil                 | 1987-1988 |
| 12   | Georges Leekens               | 1988-1989 |
| 13   | Henk Houwaart (2)             | 1989-1990 |
| 14   | René Desayere                 | 1990-1991 |
| 15   | Boudewijn Braem               | 1991-1992 |

| Rang | Nom                          | Période   |
| ---- | ---------------------------- | --------- |
| 16   | Johan Boskamp                | 1992-1993 |
| 17   | Franky Janssens (intérim)    | 1993      |
| 18   | James Storme                 | 1993-1994 |
| 19   | Patrick Van Geem             | 1994-1995 |
| 20   | Regi Van Acker               | 1995-1998 |
| 21   | Michel De Wolf               | 1998-1999 |
| 22   | Luc Vanderschommen (intérim) | 1999      |
| 23   | Eddy Kinsabil (2)            | 1999-2000 |
| 24   | Gerrit Laverge (intérim)     | 2000-2001 |
| 25   | Boudewijn Braem (2)          | 2001-2003 |
| 26   | Francky Dekenne              | 2003-2004 |
| 27   | Angelo Nijskens (intérim)    | 2004      |
| 28   | Manu Ferrera (intérim)       | 2004      |
| 29   | Rudi Verkempinck             | 2004      |
| 30   | Manu Ferrera (2) (intérim)   | 2004-2006 |

| Rang | Nom                           | Période   |
| ---- | ----------------------------- | --------- |
| 31   | Hein Vanhaezebrouck           | 2006-2009 |
| 32   | Georges Leekens (2)           | 2009-2010 |
| 33   | Hein Vanhaezebrouck (2)       | 2010-2014 |
| 34   | Yves Vanderhaeghe             | 2014-2015 |
| 35   | Johan Walem                   | 2015-2016 |
| 36   | Karim Belhocine (intérim)     | 2016      |
| 37   | Patrick De Wilde              | 2016      |
| 38   | Karim Belhocine (2) (intérim) | 2016      |
| 39   | Bart Van Lancker              | 2016      |
| 40   | Karim Belhocine               | 2016-2017 |
| 41   | Yánnis Anastasíou             | 2017      |
| 42   | Glen De Boeck                 | 2017-2018 |
| 43   | Yves Vanderhaeghe             | 2018-2021 |
| 44   | Luka Elsner                   | 2021      |
| 45   | Karim Belhocine               | 2021-2022 |

| Rang | Nom                 | Période   |
| ---- | ------------------- | --------- |
| 46   | Adnan Čustović      | 2022      |
| 47   | Bernd Storck        | 2022-2023 |
| 48   | Edward Still (nl)   | 2023      |
| 49   | Glen De Boeck       | 2023      |
| 50   | Freyr Alexandersson | 2024      |

### Anciens joueurs emblématiques
- Adlène Guedioura
- Djamel Zidane
- Mansour Boutabout
- Pablo Chavarría
- Aurelio Vidmar
- Mohamed Messoudi
- Christian Benteke
- Laurent Ciman
- Brecht Dejaegere
- Michel De Wolf
- Thomas Kaminski
- Sven Kums
- Émile Mpenza
- Mbo Mpenza
- Lorenzo Staelens
- Eddy Snelders
- Faïz Selemani
- Leon Benko
- Salih Durkalić
- Ivan Santini
- Teddy Chevalier
- Samuel Gigot
- Xavier Mercier
- William Prunier
- Rami Gershon
- Adam Marušić
- Foeke Booy
- Hans Galjé
- Hendrie Krüzen
- Cheikhou Kouyaté

## Structures du club

### Stades

#### Stade des Éperons d'or
Le Stade des Éperons d'or est le stade où les matchs à domicile du KV Courtrai sont joués. Le stade a une capacité de 9399 places, dont 5749 places assises. À l'arrière du stade se situe le deuxième terrain qui est utilisé pour la formation des jeunes. Sous la tribune 1 du stade, se situe le Club 19 qui est une salle de réception possédant aussi un restaurant.

### Aspects juridiques et économiques

#### Statut juridique et légal
Depuis la faillite en 2001, Joseph Allijns est à la direction du KV Courtrai en tant que président. Il est assisté par le vice-président Marc Cheyns. Le directeur technique est Patrick Turcq. Il est le directeur général du KV Courtrai et est responsable de ce qui se passe dans le club. Depuis 2015, KV Kortrijk est la propriété de l'homme d'affaires malaisien Vincent Tan. Le PDG du club est Ken Choo, également PDG de l'équipe galloise de football de Cardiff City.

#### Transferts les plus coûteux
Les deux tableaux ci-dessous synthétisent les plus grosses ventes et achats de joueurs dans l'histoire du club courtraisien.
| Rang | Joueur            | Montant | Provenance           | Date             |
| 1er  | Nihad Mujakić     | 1,1 M€  | FK Sarajevo          | 20 janvier 2019  |
| ---- | ----------------- | ------- | -------------------- | ---------------- |
| 2e   | Brendan Hines-Ike | 600 k€  | Örebro SK            | 26 juillet 2018  |
| 3e   | Youcef Atal       | 550 k€  | Paradou AC           | 1er juillet 2018 |
| 4e   | Adam Marušić      | 450 k€  | FK Voždovac Belgrade | 1er juillet 2014 |
| 5e   | Tomislav Barbarić | 350 k€  | FK Sarajevo          | 1er juillet 2016 |

| Rang | Joueur                | Montant | Destination       | Date             |
| 1er  | Terem Moffi           | 8 M€    | FC Lorient        | 1 octobre 2020   |
| ---- | --------------------- | ------- | ----------------- | ---------------- |
| 2e   | Youcef Atal           | 3 M€    | OGC Nice          | 17 juillet 2018  |
| 3e   | Thomas Kaminski       | 2,2 M€  | La Gantoise       | 7 janvier 2019   |
| 4e   | Ivan Santini          | 1,6 M€  | Standard de Liège | 1er juillet 2015 |
| 5e   | Steven Joseph-Monrose | 1,5 M€  | KRC Genk          | 1er juillet 2012 |

## Culture populaire

### Rivalités
Le rival du KV Courtrai est le SV Zulte Waregem, qui joue comme Courtrai en Jupiler Pro League. Les clubs sont situés à 18 kilomètres les uns des autres et l'ambiance de derby est grande lors de ces matches. Un match entre le KV Courtrai et Zulte Waregem est appelé populairement un match entre les gros cous et les agriculteurs.

### Affluence et supporters

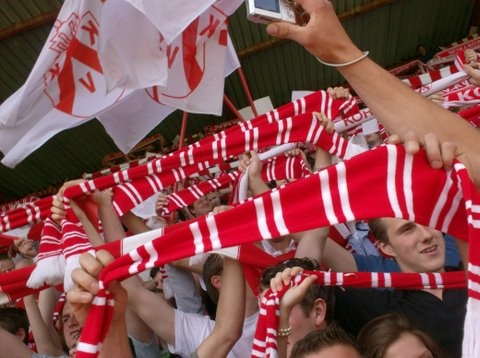
Supporters du KV Courtrai dans le kop principal

Le kop principal du KV Courtrai est situé dans la tribune derrière le but en zone I. Le kop principal porte le nom de Reds Army. Cette tribune peut accueillir 3600 supporters courtraisiens.
Traditionnellement, la chanson " Vis in de Leie " ou en français " Poisson dans la Lys " est chantée lors de la montée des joueurs sur le terrain. Cette chanson est un hit du chanteur courtraisien Johny Turbo. Lors de la 19e minute de chaque match à domicile (une référence au matricule), des applaudissements sont donnés en mémoire du pilote décédé Jean- Marc De Gryse.
| Saison     | 2006-2007 | 2007-2008 | 2008-2009 | 2009-2010 | 2010-2011 | 2011-2012 | 2012-2013 | 2013-2014 | 2014-2015 | 2015-2016 |
| Assistance | 1 801     | 2 364     | 6 307     | 6 791     | 6 031     | 6 933     | 7 202     | 7 213     | 7 965     | 7 903     |